# Ouadane
Koordinaten: 20° 56′ N, 11° 37′ W

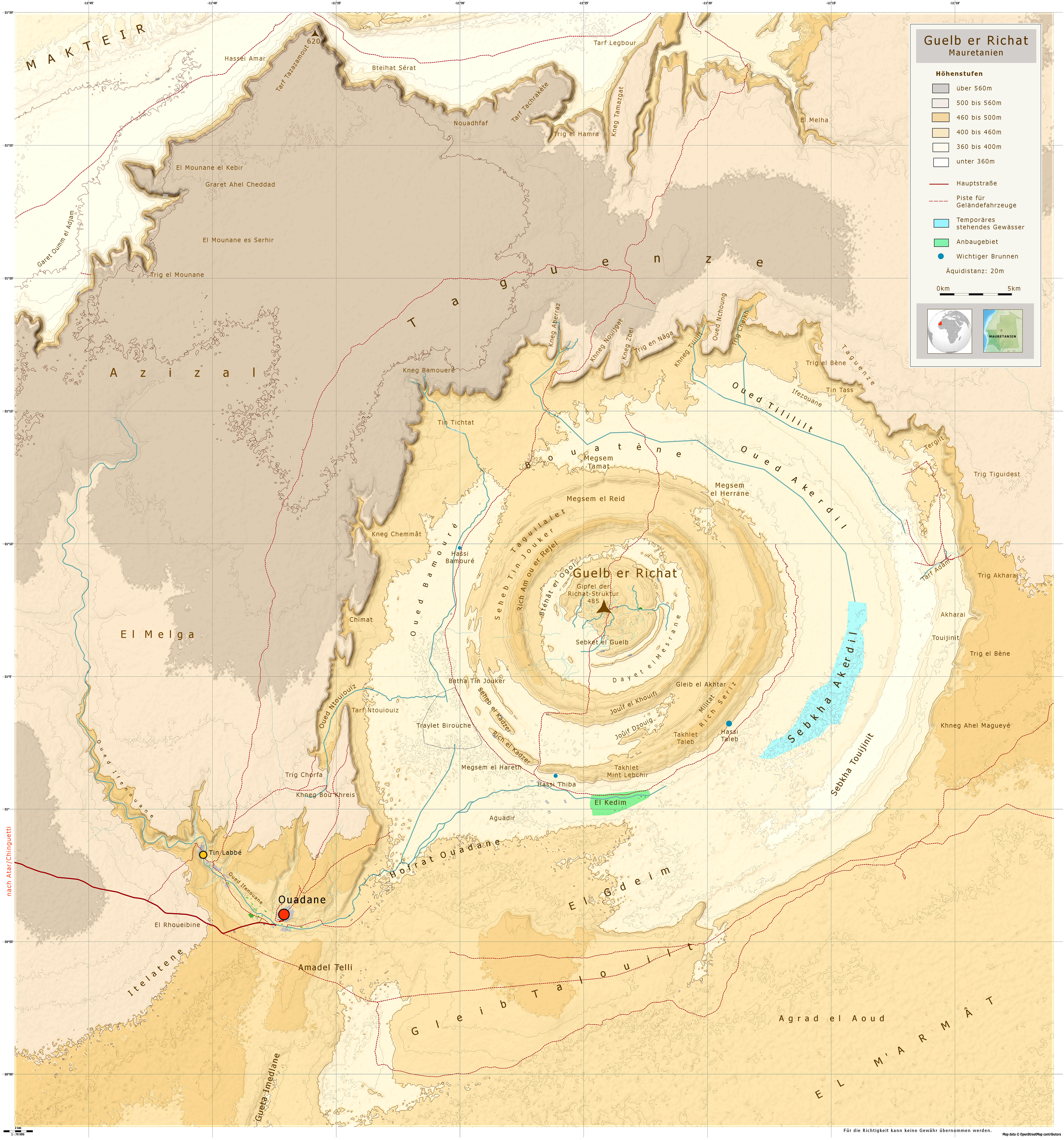
Topografische Karte von Ouadane und der Guelb er Richat-Struktur

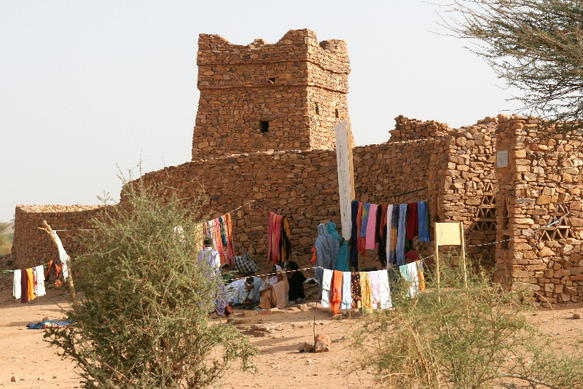
Restauriertes Minarett an der Altstadtmauer von Ouadane

Ouadane (arabisch وادان, DMG Wādān) ist eine historisch bedeutende Stadt in der Region Adrar im Nordwesten von Mauretanien auf dem Adrar-Plateau.
Die Stadt liegt 130 Kilometer nordöstlich von Chinguetti am Ende einer gut ausgebauten Piste. Nach Atar sind es auf der anfangs selben Straße 190 Kilometer. Eine Sandpiste führt 30 Kilometer nach Nordosten weiter bis zu dem als Auge der Sahara bekannten Guelb er Richat, einer aus der Satellitenperspektive gut sichtbaren kraterähnlichen Struktur von 45 Kilometer Durchmesser, die Astronauten oft als Landmarke zur Orientierung gedient hat.
Ouadane wurde 1147 vom Berberstamm der Idalwa el-Hadji gegründet und entwickelte sich bald zu einer der wichtigen Karawansereien und Handelsniederlassungen in der westlichen Sahara. Hauptsächlich tauschten die Händler Gold aus der Sudanzone gegen Datteln und Salz aus der nördlichen Wüste. Ein portugiesischer Handelsposten wurde 1487 errichtet, jedoch ging ab dem 16. Jahrhundert allmählich die Bedeutung der Stadt zurück. Zum wirtschaftlichen Niedergang und Verfall trugen im 18. Jahrhundert Überfälle der marokkanisch-berberischen Saadier und der herrschenden arabischen Alawiden bei sowie die Verschiebung der Transsaharahandelsrouten weiter nach Osten.
Die gut erhaltenen Ruinen des befestigten Handelspostens (Ksar) erstrecken sich über einen Hügel und dessen Hang bis in die Ebene der Oasengärten. Sie sind seit 1996 zusammen mit Chinguetti, Tichitt und Oualata eine Stätte des UNESCO-Weltkulturerbes.
Die kleine, moderne Siedlung liegt außerhalb der Tore der alten Stadt. Bei der Volkszählung von 2000 wurden 3695 Einwohner angegeben. Es gibt mehrere Unterkünfte. Beim Betreten der Altstadt wird eine Eintrittsgebühr verlangt.